# Veneza (Ribeirão das Neves)
Veneza é uma regional administrativa no munícipio brasileiro de Ribeirão das Neves em Minas Gerais. Situa-se ao norte do centro do município e tem como bairros mais populosos o Veneza (mesmo nome da região) e o Florença.
O Bairro Veneza é contornado por duas rodovias, sendo a rodovia federal BR 040, e a rodovia estadual MG 432 ou Avenida Dionísio Gomes que dá acesso ao município de Esmeraldas, estando à primeira a norte e a leste dos bairros e a segunda a sudeste e sul. Em seu entorno imediato também se encontra o município de Esmeraldas, na faixa oeste da área. Na margem oposta da MG 432, sul da área encontra-se os Bairros Alterosa, Jardim Verona e Vale Verde, que possuem ocupação semelhante à do Bairro Veneza, sendo predominantemente residencial.
Com os anos e o desenvolvimento da região norte de Belo Horizonte, Veneza se tornou uma das principais regionais do município.

## História
O Bairro Veneza foi originado a partir do loteamento popular do final da década de 1970 (06/04/1978) e constituído por cerca de 4.000 lotes. Atualmente, o Veneza se tornou uma região administrativa regional do município, sendo atendido por vários serviços.  Acredita-se que a Regional levou seu nome por ser o maior loteamento da região.
O Distrito de Veneza foi criado pela Lei nº 3.388, de 15 de junho de 2011, de autoria do ex-vereador Valter Bento (PCdoB), compreendidos pelos bairros localizados no eixo da BR-040.
Um fato inusitado é que alguns bairros da cidade carregam os nomes de grandes cidades europeias, como o Florença e o Veneza. A explicação se dá pelo fato dos terrenos onde estão instalados tais bairros terem pertencido à família Sapori, de origem italiana. Para homenagear o país de origem, colocaram esses nomes de grandes cidades da Itália.
O Bairro se estende ao longo da planície de um rio, que se encontra sob a Avenida Oswaldo Alves Araújo, e sobe pelas duas encostas leste e oeste, onde a declividade fica mais acentuada. Possui traçado viário regular, com vias paralelas e ortogonais, sendo exceções às ocupações no Morro do Cruzeiro e a Vila Henrique Sapori, que se desenvolveram de forma espontânea. As vias foram executadas de forma ortogonal, existindo grandes vias paralelas umas as outras. As quadras e lotes possuem traçado regular e dimensões aproximadas. As quadras tem dimensão predominantemente de 250 m e os lotes possuem área média de 360m². As quadras do entorno do Conjunto Henrique Sapori possuem extensão menor, cerca de 150 metros e apresentam lotes de, aproximadamente, 220m² e 300m². Os lotes na entrada do Bairro pela Avenida Dionísio Gomes também possuem dimensões um pouco maiores, abrigando comércios de maior porte como galpões. 
Durante o processo de formação da região ocorreram invasões nas redondezas, principalmente de pessoas advindas de regiões carentes da capital mineira. Essa população se instalou nesse território com o objetivo de obter melhores condições de moradia e a possibilidade de conseguir empregos no entorno.

## Atualidade

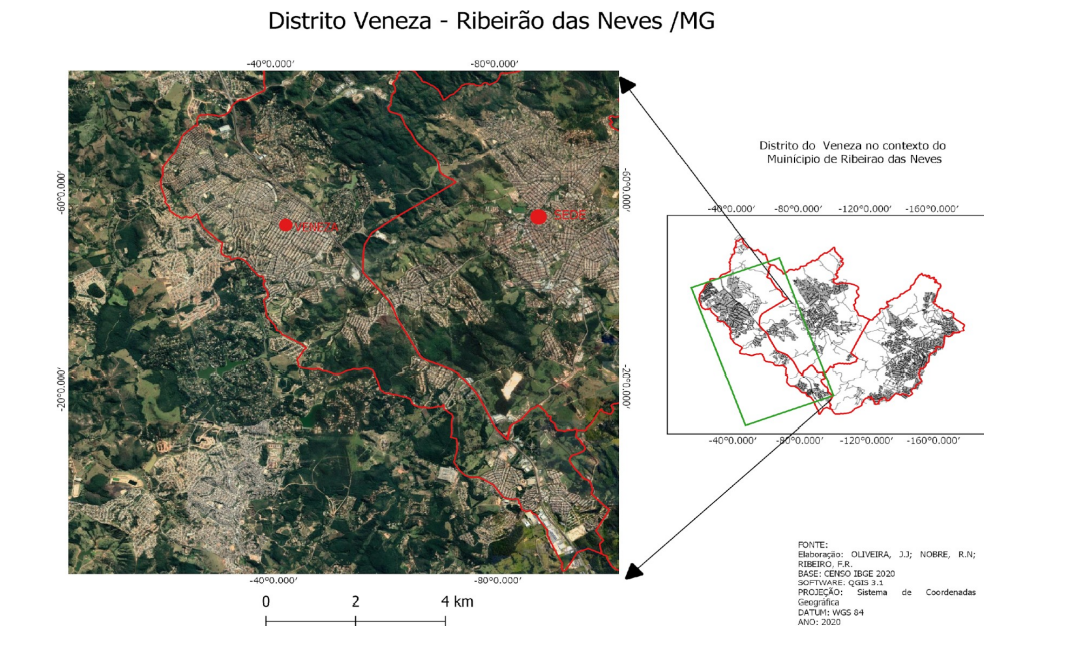
Imagem de satélite destacando o distrito em relação a cidade

A região Veneza apresenta-se como um novo local de expansão imobiliária, com bom acesso à empregabilidade, principalmente devido à proximidade das Centrais de Abastecimento de Minas Gerais (CEASA) e de empresas do entorno e a facilidade de acesso a Belo Horizonte, Contagem, Esmeraldas, entre outros municípios. Porém, um dos grandes pontos negativos do local é seu alto índice de violência e a extrema segregação espacial. No entanto, a prefeitura de Ribeirão das Neves vem buscando soluções para reverter esse cenário, tal como o aumento do efetivo da guarda municipal e a melhoria da infraestrutura da região.
As atividades comerciais e de serviços que se concentram ao longo da Avenida Dionísio Gomes atendem a região do Veneza e, também o município de Esmeraldas, visto que diversos moradores dos condomínios do entorno utilizam deste local para realizarem compras. Este centro comercial se estende ao longo de toda a Avenida, que contorna o Bairro Veneza. Nele é possível encontrar drogarias, supermercados e mercearias, hortifrutis, auto peças e mecânicas, lojas de produtos agropecuários e veterinários, depósitos de materiais de construção civil, posto de gasolina e lava jatos, academias, padarias, salões de beleza, restaurantes, lanchonetes e bares, lojas de roupas e acessórios, corretoras de imóveis, banca de jornais, papelarias, entre outros de atendimento cotidiano. Também foram encontrados casa lotérica, edificações religiosas, Polícia Militar e um Banco Sicoob.

### Saúde
Atualmente, a região é atendida na área da Saúde por:
- Uma Unidade Básica de Referência (UBR);

- 10 unidades de Estratégia em Saúde da Família (ESF);
- 01 Ambulatório de Saúde Mental Claramente.

### Educação
No que diz respeito à Educação, existem na região:
- 10 escolas municipais, sendo que 03 são anexos;

- 13 escolas estaduais;

- Duas creches;

- 12 escolas particulares.

### Assistência Social
No que se refere à Política de Assistência Social, a região do Veneza conta com os seguintes serviços e programas:
- 03 Centros de Referência de Assistência Social (CRAS);
- 02 unidades de Inclusão Digital (Telecentros);
- 02 Programas do Governo do Estado: Mediação de Conflitos e Fica Vivo e 01 (um) Conselho Tutelar.

### Transporte
Acerca do transporte coletivo da região, a mesma é atendida por:
- 25 linhas, sendo 6 linhas municipais, SIT Neves, e 19 intermunicipais, administradas pelo DEER/MG.

O então secretário de transportes de Minas Gerais em 2016, explicou que o Governo do Estado estuda a possibilidade da implantação de uma nova estação do MOVE nessa região.

## Ligações Externas
- Prefeitura de Ribeirão das Neves